# Gao Lingwei

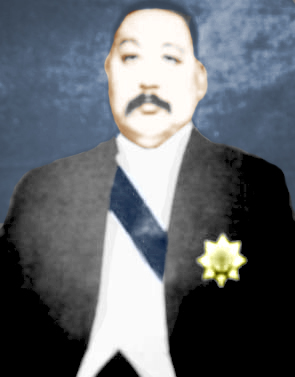
Gao Lingwei.

Gāo Língwèi (chino: 高凌霨; Wade-Giles: Kao Ling-wei; 1868-1939) fue un político chino activo durante las postrimerías de la dinastía Qing e inicios de la República de China.
Aunque nativo de Tianjin, después de pasar sus exámenes empezó su carrera en Hubei,  donde ocupó varios cargos relativos a las finanzas y la educación, incluyendo el de superintendente de la academia militar provincial. Se convirtió en seguidor de Zhang Zhidong respecto a la modernización de China y fue nombrado gobernador de Hunan.
Tras la Revolución de Xinhai de 1911, regresó a Tianjin y ayudó en la modernización del sistema bancario. Luego fue ministro en varios gabinetes controlados por los militares y en 1923 asumió el cargo de presidente de la República de China de manera interina mientras Cao Kun hacia «campaña» para la presidencia, sobornando a la Asamblea Nacional. Gao fue nombrado primer ministro durante un breve periodo, a comienzos de la administración de Cao.
En 1935 fue nombrado alcalde de Tianjin. Durante la segunda guerra sino-japonesa, desde 1937 colaboró con los japoneses a cambio de recibir el gobierno de la provincia de Hebei. Falleció dos años después.